# Lya Luft

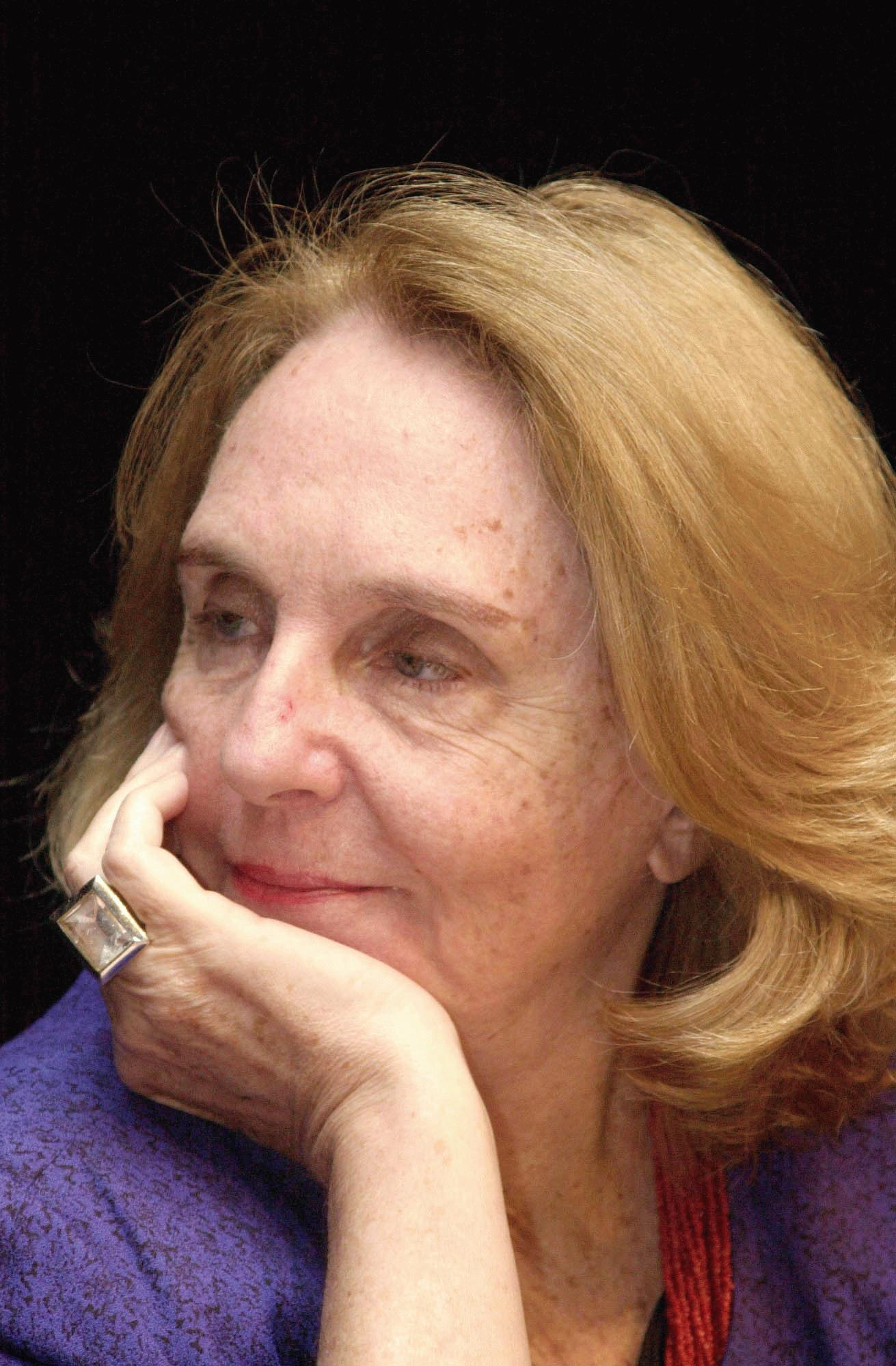
Lya Luft (2003)

Lya Fett Luft (* 15. September 1938 in Santa Cruz do Sul, Rio Grande do Sul; † 30. Dezember 2021 in Porto Alegre) war eine brasilianische Schriftstellerin und Übersetzerin deutscher Abstammung.

## Vita
Lya Luft war deutscher Abstammung und wurde 1938 als Tochter des Anwalts und Richters Arthur Germano Fett in Santa Cruz do Sul geboren. Diese Stadt wurde seit Mitte des 19. Jahrhunderts von deutschen Einwanderern besiedelt, sodass Luft stets in einem zweisprachigen Umfeld aufwuchs, das ihre spätere Übersetzertätigkeit begünstigte. Als Jugendliche zog sie nach Porto Alegre und lebte bis zuletzt dort.
Sie war Universitätsprofessorin für Linguistik und Literatur, und bei Gelegenheit war sie als Kolumnistin für die brasilianische Wochenzeitschrift Veja tätig. Als Übersetzerin war sie vor allem auf Werke aus dem Englischen wie aus dem Deutschen spezialisiert. So übersetzte Luft unter anderem Werke von Virginia Woolf, Rainer Maria Rilke, Hermann Hesse, Doris Lessing, Günter Grass, Botho Strauss und Thomas Mann ins brasilianische Portugiesisch.
Ihre eigenen Werke, Prosa- und Lyriktitel, wurden ihrerseits in mehrere europäische Sprachen übersetzt, u. a. ins Deutsche, Englische und Italienische.
2016 wurde sie mit dem Diploma Bertha Lutz des brasilianischen Bundessenats ausgezeichnet. Sie starb Ende Dezember 2021 im Alter von 83 Jahren in Porto Alegre.

## Bibliographie

### Eigene Werke (Auswahl)
- Wochenende mit Familie. Roman. Aus dem Brasilianischen übersetzt von Karin von Schweder-Schreiner. Stuttgart 1992, ISBN 3-608-95854-1.
- Die Frau auf der Klippe. Roman. Aus dem brasilianischen Portugiesisch übersetzt von Karin von Schweder-Schreiner. Stuttgart 1994, ISBN 3-608-95853-3 (Originaltitel: As parceiras).
- Gezeiten des Glücks: ein erfülltes Leben. Aus dem Portugiesischen von Karin von Schweder-Schreiner. Berlin 2005, ISBN 3-547-71082-0 (als Hörbuch: ISBN 3-86667-330-2) (Originaltitel: Perdas & Ganhos). Autobiographie.

### Übersetzungen (Auswahl)
- Thomas Mann: Sua alteza real (Orig.: Königliche Hoheit). Rio de Janeiro, 1985.
- Hermann Broch: O encantamento (Orig.: Die Verzauberung). Rio de Janeiro, 1990. ISBN 85-325-0018-8.
- Heinrich Mann: A juventude do rei Heinrique IV (Orig.: Die Jugend des Königs Henri Quatre). São Paulo, 1993.
- Robert Musil: O jovem Törless (Orig.: Die Verwirrungen des Zöglings Törleß). Rio de Janeiro, 1996. ISBN 85-209-0775-X.
- Robert Musil: O homem sem qualidades (Orig.: Der Mann ohne Eigenschaften) zus. mit Carlos Abbenseth. Rio de Janeiro, 1997. ISBN 85-209-0177-8.
- Hermann Hesse: Felicidade (Orig.: Glück). Rio de Janeiro - São Paulo, 1999. ISBN 85-01-05115-2.
- Thomas Mann: Confissões do impostor Felix Krull (Orig.: Bekenntnisse des Hochstaplers Felix Krull). Rio de Janeiro, 2000. ISBN 85-209-1063-7.
- Thomas Mann: Os famintos e outras histórias. Rio de Janeiro, 2000. ISBN 85-209-1110-2.